# コミュニケーションワールド'92 北海道2000
コミュニケーションワールド'92 北海道2000（コミュニケーションワールド92 ほっかいどう2000、英: COMMUNICATION WORLD'92 HOKKAIDO 2000）は、北海道札幌市の北海道立産業共進会場で開催された博覧会。

## 概要
北海道新聞社の創立50周年記念事業の一環として、同社が総合情報企業を目指すべく日本では初めて情報やコミュニケーションをテーマとした博覧会として企画され、高度情報化社会を前に情報と通信の将来の姿をわかりやすく楽しく表現し実生活への応用を体験させる展示を行った。
情報の伝達・交換で成立する人同士の交流であるコミュニケーションの進展が豊かで平和な人間らしい社会を作る考えを基本としてコミュニケーションを主なテーマに据え、情報化にスポットを当て情報と通信の未来像に理解を深めるものとし、「北海道2000」の副題は北海道で行われる近未来をイメージしたイベントの意味とした。
- テーマ - 『コミュニケーションの現在・過去・未来』
- 会場 - 北海道立産業共進会場・周辺敷地（20万平米、展示面積15万平米[2]）
- 開催期間 - 1992年（平成4年）6月27日（土） - 8月23日（日）
- 入場者 - 1,468,825人（目標150万人）
- 主催 - コミュニケーションワールド'92 北海道2000実行委員会（北海道、札幌市、札幌商工会議所、北海道新聞社、道新スポーツ、北海道文化放送、エフエム北海道、道新メディック）
- 後援 - 外務省、文部省、農林水産省、通商産業省、運輸省、郵政省、自治省、北海道開発庁、科学技術庁、宇宙開発事業団、国際交流基金、室蘭工業大学、北見工業大学、北海道工業大学、北海道教育委員会、札幌市教育委員会、北海道市長会、北海道町村会、北方圏センター、札幌国際プラザ、北海道商工会議所連動会、北海道商工会連合会、北海道経済連合会、北海道経営者協会、北海道中小企業団体中央会、北海道水産会、北海道農業協同組合中央会、ホクレン農業協同組合連合会、札幌青年会議所、北海道消費者協会、北海道観光連盟、札幌観光協会、NHK札幌放送局、テレビ北海道
- シンボルマーク - 人の理性を表す青でハートのモチーフによる人の顔の輪郭・目・鼻、人の熱意を表す赤で口元を描き、豊かな環境を表す緑で「COMMUNICATION WORLD'92 HOKKAIDO 2000」の英称を記して囲み人と人の心のネットワーク・未来の情報社会への夢を表した。
- テーマソング - 久石譲「夢はるか未来（あした）へ」
- マスコットキャラクター - つたえちゃん（デザイン：工藤康正）
  - 沢山のコミュニケーションを楽しく伝える大きな口と大きな耳をあしらった。
- 入場料
  - 前売り・団体：一般1,600円・中高生1,200円・小学生800円
  - 当日：一般2,000円・中高生1,500円・小学生800円、学校団体・心身障害者は半額。
  - 団体客は30人につき1人無料。
  - 前売券には「お楽しみプレゼント」として金賞に20万円旅行券（第1回30本・第2回20本）、銀賞にコードレス電話・CDラジカセ・電子ブックプレーヤーのいずれか1点（第1回50本・第2回40本）、銅賞にオリジナルテレホンカード（第1回・2回各2000本）をプレゼントした。
- 役員
  - 名誉会長：横路孝弘（北海道知事）
  - 名誉副会長：桂信雄（札幌市長）、鈴木茂（札幌商工会議所会頭）
  - 会長：北川日出治（北海道新聞社社長）
  - 実行委員長：作田和幸（北海道新聞社専務取締役）
  - 事務局長：品田健吉（北海道新聞社事業局50周年事業事務局長）

## 施設・パビリオン
パビリオン
- テーマ館「コムプラザ」 - 「遊び始めたコミュニケーション」をテーマにインタラクティブアートや16面マルチビジョンなどを展示。
  - インタラクティブ・チューブ（情報の体感トンネル） - 小鳥のさえずりやしずくの音、赤・青・緑の光線で不思議な雰囲気を演出し入場者の五感を刺激する約70mのトンネル[3]。導入部として洞窟、無響の世界、洞窟から外界へ、森、海、天空の構成で音や光が変化しトンネルを進むに従い混沌から調和と安らぎへ変化していく形とした。
  - ギャラリー - 芸術と科学技術が共鳴したインタラクティブアートを来場者参加型で展開。ピアノ鍵盤を押し様々な音楽フレーズや光が輝く市川衛「ハイパーキーボードACT7」やコンピューター手相占いをする真実の口などを展示[4]。
  - インタラクティブ・ホール
    - デジタルプレイ「WHO ARE YOU?」 - 長谷川章によるCG映像作品。第一章に「種」から始まる生命のコミュニケーション、第二章に人と環境イメージのフラッシュ、そして第三章に映像と観客を一体化させ「WHO ARE YOU?」と問いかける内容で構成された。
    - シネマ・コミュニケーション・パラダイス - 名作アメリカ映画を通じ16面マルチビジョンで人と人のコミュニケーションの原点を表現する。「陽のあたる場所」「ローマの休日」などUIPの映画24作品から「ダンス」「食事と酒宴」「電話」「ラブシーン」の4テーマで計76カットが用いられた[5]。
- 国際交流館 - 道立産業共進会場本館を使用。トロゴンテリーゾウやマメンチサウルスの骨格、シベリア100万年展、ノボシビルスク・ミュンヘンといった姉妹都市やマサチューセッツ州のブース等を展開。
  - トロゴンテリー象全身骨格 - 1990年にシベリアで発見された体高4m・体長7mの骨格を円形ステージに展示。
  - シベリア100万年展 - ロシア科学アカデミーシベリア支部から提供された氷河時代のバイソンなどの頭蓋骨、遺跡から出土した石製の矢尻や土器、18-19世紀のシベリアの民族衣装、ロシア正教のイコンなど約2千点以上を展示[6]。
  - 中国の恐竜展 - 全長22m高さ5mのマメンチサウルスやチンタオサウルス・ズンガリプテルスの全身骨格、卵や足跡の化石、来場者の触れられる大腿骨の化石などを展示[7]。氷河時代の生物の頭骨やミイラ等を展示する「マンモスと仲間たち」、中期旧石器時代から中世時代までの遺物を紹介する「シベリアむかしむかし」、民族衣装やイコン類を展示する「ロシア民族の多彩な輝き」の3部構成で展開された。
  - マサチューセッツブース - 毛糸や亜麻を用い当時の製法で作られた360年前のアメリカ開拓者の衣装試着などを展開[8]。
- 北海道212ミュージカルシアター - 実験ミュージカル「不思議なコミュニケーションの国のアリス」を上演する他、北海道の地域情報をパソコン操作で表示する「北海道ズームアップマップ」やパイオニアのカーナビゲーションシステム「カロッツェリア」などを展示。
  - 不思議なコミュニケーションの国のアリス - ルイス・キャロル「不思議の国のアリス」などをもとに、うさぎの穴に落ちたアリスがすべてのコミュニケーションが禁止され話や気持ちが通じない「コムの砂漠」を冒険する25分間の舞台。高さ3m・幅4mの立体映像対応マルチスクリーンが情景を映し出し、コンピューター制御の照明と音楽による演出で主人公アリスは約100名の一般応募から選ばれた6名が交代で演じた[9]。
  - 北海道ズームアップマップ - 道南・道央・道北・道東のエリア選択から項目別マップで道内の最新情報を網羅したコンピュータ地図の実演や、道内212市町村の紹介ビデオ上映を実施。
- 宇宙館 - 岩倉建設提供の宇宙ステーション「ミール」や宇宙開発事業団提供のH-Iロケット模型などを展示。また月面の岩や星雲・土星といった宇宙の情景やイースター島のモアイなどとクロマキー合成を行う写真撮影スポットも展開[10]。この他種子島宇宙センターのロケット打ち上げ映像や日本版宇宙ステーション模型、北海道の宇宙開発ゾーンでは北海道航空宇宙産業基地研究会などの道内の宇宙関係活動や上砂川の地下無重力実験センターなどを紹介。
- モータースポーツワールド - 人と車のコミュニケーションの素晴らしさとして、独自の文化を確立しているモータースポーツを普段間近で見られない名車を通して紹介。F1・F3000・ラリーカーなど計13台のレーシングカーを展示し、500mのデモ走行用特設サーキットを併設。
  - トヨタ自動車がF3フォーミュラカーやラリー仕様セリカ、日産自動車がR90CKとザウルス、日野自動車がパリ・ダカールラリー仕様クルージングレンジャー4×4、本田技研工業がマクラーレン・ホンダMP4/4とRA300とスピリット・ホンダ201C、マツダが787Bなど2台、三菱自動車工業がパジェロプロトタイプやギャランVR-4ラリーカーを展示、フットワーク、田宮模型がイベントを実施。
- おもしろ情報館 - CGシアターやコンピューターゲームなどコンピューターを用いた最先端技術を展示。
  - シャープ「SHARP液晶コミュニケーション 液晶ってなんだろう?」 - 液晶のシステム紹介、110インチのハイビジョン液晶テレビ、テレビ・パソコン・電子手帳といった液晶製品などを展示[11]。
  - 日本アイ・ビー・エム「日本アイ・ビー・エム館」 - ノートパソコンを用いての取材やDTPによる割り付けなどIBMのシステムを用いたタブロイド判ミニコミ誌「IBM電字かわら版」の編集室を設け週2回5千部ずつ発行[12]、またPS/55を用いて世界各地のおもしろ情報を紹介する「ワールドクイズ」や「日本列島地名あてクイズ」「料理あてクイズ」等を展開するゲームコーナーを展開。
  - 日本電気「NEXプレイランド・PC宝島」 - 伝説の海賊「キャプテンPC」の宝が眠る「PC宝島」を舞台に16台のパソコンで最大32名が参加しマウス操作による古地図復元や怪物の待ち構える迷路などを組み込んだ宝探しゲームを展開する[3]。またPCエンジンコーナーにてPCエンジンデュオなど3機種のゲーム機で9種の人気ゲームソフト試遊も実施[13]。
  - NTT - 宇宙暦2405年銀河系の平和を守るため無限のエネルギー源となる特殊鉱物を手に入れるべく悪の秘密基地から宇宙船マジカルシップを奪い返し木星を経て地球ヘ向かい日本近海の深海底や地中のマグマへ潜る4分間のスクリーンに合わせ宇宙船が動く体感映像「マジカルコミュニケーション」を上映[14]。
  - 富士電機「宇宙と水のワンダーランド」 - 「宇宙と水」をテーマに新しい噴水の造形演出で「宇宙と水と人」のコミュニケーションスペースを展開する。ポンプで水をスクリュー状に回転・凝縮させ飛ばした水のゲート、シャボン玉のように膨らむ水の膜、音楽に合わせ直径約5cmの水玉が約1mまで上昇し宇宙の始まりのイメージや赤や青の光や霧を添えて幻想的な演出を展開するアクアショーなどを展開[15]。
  - 北海道郵政局「ポスタルワールド・北海道郵政館」 - 「コミュニケーション交響曲」をテーマにファンタジック・ハイタッチな世界を展開。来場者からの地球環境を守る提言メッセージを連ねた国連本部へと送る全長3kmの手紙を制作する「世界一長い手紙に挑戦」、七色の光のファンタジーによる「未来都市ホログラム」、郵政事業の姿や21世紀の宇宙旅行の映像を60インチモニター12面で上映する「ポスタルドーム」、ログハウス調の郵便局・ATM「ポスタルショップコム博」を展開、また貯金箱プレゼントなどを実施した。
  - ナビコネクション「情報サービスコーナー」 - 個人向け情報ネットワークサービスの紹介や、F3000優勝記念のレーシンググッズなどをプレゼントするコンピュータを用いた抽選会を実施。
  - 日本アマチュア無線連盟「アマチュア無線コーナー」 - 6台の無線機を使い8J8COMのコールサインで交信[16]。またアマチュア無線家の歴史紹介、人工衛星ふじ2号を通した海外との交信やコンピュータを用いた文字通信などの最新技術紹介、サハリン・中国・韓国などアジアとの国際親善通信、ARDFの紹介を展開。
- ワンダー映像館 - 21世紀を先取りするビジュアル映像を展示。
  - 東芝によるクロマキーシアター「ハイテクワールドの冒険旅行」、日立製作所による「日立ネオビジョンシアター ゆかいな森の音楽会」、郵政省・ハイビジョン推進協会・日本電気によるバルセロナオリンピック中継などを放映する「NEC C&Cハイビジョンシアター」を展開。
  - ワンダー冒険旅行（東芝） - 入場者1名を出演者に選び、クロマキー合成でテレビゲーム映像と合わせ客席側の6つのスクリーンに投映し障害物や危険を避ける冒険を展開する[3]。またエントランスにはノートパソコン「ダイナブック」を用いたF1レースゲームを配置。
  - 日立製作所 - 縦4横6面の24面マルチビジョンで動物や花が踊る映像を展開する立体映像「ゆかいな森の音楽会」を上映[17]。42インチのリアプロジェクションテレビ「ネオビジョン」を24台組み合わせ縦2.7m・横5.3mの大画面とハーフミラー式の4Dビジョン用画面6台設置し24面のレーザーディスクと6面のVTRをパソコンで制御しデジタルサウンド音響と組み合わせた。物語はいたずら好きな妖精「ピント」が神様にお仕置きとして魔法の壷に閉じ込められ、コンパニオンが壷を開けると森の音楽会に招待するとし、動物や花の映像が音楽に合わせ踊る内容とした。
- 未来交通館 - 陸海空のこれからの交通システムを予感させる最新モデルなどを展示。
  - 川崎重工業「未来へのタイムトンネル」、清水建設「宇宙ホテル」、トヨタ自動車・トヨタ販売店グループ「夢デザイン館」、日本テレコム「ひょっこりひょうたん島・テレコム天国」、日本デジタルイクイップメント「親子で夢中コーナー」、北海道旅客鉄道「JR NOW ＆TOMORROW」、三菱グループ「三菱スペースプラザ」を展開。
  - JR北海道 − 12mのコースを備えたリニアモーターカー20分の1模型、待ち時間モニターを備えた未来の踏切、早期地震検知警報装置ユレダス、札幌−千歳間の風景を模したジオラマと小型カメラ付き模型を用いた運転体験コーナーなどを展開[18]。ブース入り口は新千歳空港駅をイメージし、リゾート列車による技術力の紹介等も展開。
  - トヨタ自動車「夢デザイン館」 - トヨタグループ8社の若手デザイナーによる「TODE研究会」が考案したコンセプトカーを中心に出展。2030年代技術の進歩で人間性が脅かされる中で自然と精神の安らぎを求めた母親の胎内をイメージし胎内感覚とハイテクを融合した若手デザイナーによるコンセプトカー「ユーフォリア」や[19]、第29回東京モーターショーに出展されたAXV-IIIを展示。
  - 三菱グループ「三菱スペースプラザ」 - 宇宙開発を紹介する「空」、コンセプトカーを展示する「陸」、船舶模型を紹介する「海」、200インチプロジェクターによる自然映像の上映やビンゴ大会を展開する「映像」の4部構成で展開。H-I・H-IIロケット、客船飛鳥、しんかい6500等の模型14点やスポーツコンセプトカーHSR-IIなどを展示[20]。
  - 日本テレコム「ひょっこりひょうたん島・テレコム王国」 − ひょっこりひょうたん島のキャラクターが電話回線の仕組みや天気情報サービスなどを紹介、また新譜紹介ダイヤルなどのテレホンサービスも提供[21]。システム面を紹介する「ササエルシステム島」、未来像を紹介する「ビジョン島」、そして秘密のネットワークを紹介する「ひょうたん島」の構成とし土日にはイベントも開催。
  - 清水建設 - 宇宙空間をイメージした空間で、地球地表から450kmの軌道を周り2020年の実現を目指す宇宙ホテル構想を模型やアニメ映像で紹介する[22]。
  - 川崎重工「未来へのタイムトンネル」 - ドーバー海峡海底トンネル建設に用いられた掘削機模型やオートバイZXR-7[8]、地下鉄ホームドア装置、未来交通ゾーンでは最高時速400kmの鉄道車両や最高速力50ノットの超高速船や超音速旅客機・新世代ヘリコプターMDXなどを紹介。
- 北の生活情報館 - 暮らしに身近な健康・スポーツ・レジャー・住宅などの新しい情報を展示する。
  - エレクトロラックス・ジャパン「健康掃除機コーナー」、キューアル「ヘルシーグリーン館」、札幌ケーブルテレビジョンによる洋画などのデモ放映、SSG札幌システムグループのリサイクル自動車部品展示、ダイワテックによる埋設型融雪機「モンスター」紹介、東部アルビ「健康で快適な人生を送ろう」、日本中央競馬会「JRAコーナー」、ヒルコ北海道「融雪ランド21」、北海道新聞社「100年へのプロローグ」、北海道木質材料需要拡大協議会・北海道森林整備公社・サンフロア工業「木とくらし&リサイクル」、とい工房・伊藤英二「メルヘンウッドステージ 木夢（こむ）の島」を展開。
  - キューアル「ヘルシーグリーン館」 - 「未来型ライフスタイルの提唱」をテーマに、家庭内トレーニングルームをイメージした雰囲気を演出。身長・体重・血圧を無料測定する「測定コーナー」、有酸素運動器具などの体験を展開する「トレーニングコーナー」、最新型マッサージ器具等を展開する「リラクゼーションコーナー」、パラソルベンチを配置した休憩スペースを展開。
  - SSG札幌システムグループ「リサイクル自動車部品コーナー」 - 切断・解体した日産セフィーロを中心に実物の自動車部品を紹介するほか、タイヤ・アルミホイール・カセットデッキの即売コーナーも展開。
  - 東部アルビ「健康で快適な人生を送ろう」 - 最新のハイテク機能を備えたマッサージ機を備えた休憩スペース。
  - 木夢の島 - 人形250体や狐・うさぎなどの動物、滑り台、観覧車など合計1000個以上の道産のくるみ・センなどの廃材を用いた木工作品を展示[23]。伊藤英二が制作。
  - 北海道木質材料需要拡大協議会・北海道森林整備公社・サンフロア工業 - 建築廃材と中古タイヤをリサイクルした融雪・床暖房・防音パネル、イチイの廃材を用いた集成材による椅子・机・階段などを展示[24]。
  - 北海道新聞「100年へのプロローグ」 - 「新聞の過去・現在・未来」をテーマに、過去ゾーンでは鉛版印刷時代の資材や新聞制作映像、戦中戦後の紙面の展示と光ディスクに1942年創立以来からの紙面を収録し希望の日付の新聞をタブロイド版で取り出すメモリアル新聞サービスを展開。現在ゾーンではコンピュータによる新聞制作システム「ディッパー」を実演付きで紹介。未来ゾーンでは北海道と同じ北緯41〜45度に位置する世界各国を取材する創立50周年連載企画「地球新街道 北緯43度圏を走る」（N43°）を[1]、映像・音楽・文字情報を組み合わせたマルチメディアコンテンツで取り上げ[19]、また世界各地との交信や記事データベースの検索を実演する「パソコン通信・道新オーロラネット」、シンクタンク道新情報研究所や女性生活情報誌ontonaの情報を引き出す「FAX情報コーナー」などを展開。
  - 日本中央競馬会 − 重賞レースを制した馬の生産牧場を記した「名馬ふるさとマップ」、1984年から1991年までの全重賞レースと1969年から1983年の名勝負をテレビ再生する「DISK BOX」、日本ダービーの歴史紹介、競走馬像「ターフィー」などを展開[25]。馬の生態や行動などを紹介する「馬との出会い」、出生時から競走馬としての活躍までを解説する「馬の生産から育成まで」、馬産地への観光案内を紹介する「いろいろデータ」の3部構成とした。
  - ヒルコ北海道「融雪ランド21」 - 熱風と低温水シャワーを組み合わせた直圧型地下埋設型融雪システム等の融雪システムを紹介[26]。家庭用ロードヒーティング、屋根融雪システムも含め模型で紹介を行った。
  - ダイワテック「ダイワテックモンスター」 - 「近未来、冬の暮らしの生活道路」をテーマに縦78cm・横185cm・深さ96cmの埋設型融雪機「モンスター」の実物や近未来の生活道路プランのイラストを展示。
  - エレクトロラックス・ジャパン「健康掃除機コーナー」 - 最新クリーナー「D770」の紹介を実施。
- 国・彩・郷・宴 バラエティバザール館 - 北海道・国内外の民芸品や観光土産品、飲食販売を実施。186ブースに72社が出店。博覧会では最大の3,000平米の面積で世界各国の品を扱う39店が出店するワールドゾーン、道内外の特産品などを取り揃えたバラエティゾーンなど3ゾーンに分けて展開[24]。
  - ワールドゾーン - 韓国・独立国家共同体・東欧の民芸品や英国伝統の手作り品等海外の民族色豊かな特産品を展示即売。
  - バラエティゾーン - 道内・日本各地の観光土産品を販売。
  - グルメゾーン - 焼きそば・お好み焼きなどの軽食やインドカレー、キムチラーメン、椰子の実ジュース、オリジナルどら焼「コムちゃん焼」などの飲食物を販売。

その他施設
- ホクレンガーデンレストラン「アン・ルート（en route）」 - 牛肉・ラム肉炭焼き、きらら弁当、道産ミルクやアイスクリームなど北海道ならではのメニューを提供。述べ400平米、ホクレンブランド商品や農協特産品の展示販売も実施。店名はフランス語で「旅の途中」を意味する。
- 雪印ミルクロードレストラン - 「世界の人々に愛される乳製品を」の願いをモットーにしたアレンジメニューなどを提供、水遊び場「雪印チャプチャプ広場」を併設。雪印パーラーが運営を担当。
- 北海道コカ・コーラボトリング「コーク・さわやかひろば」 - コカ・コーラを始めとした清涼飲料を販売する休憩スペース。
- 軽飲食コーナー「グルメロード」 - 三栄スポーツ、蟹工船、香林坊、ミスターポストマン、てまき屋、どうきゅうが出店。
- コムコム遊園地[2] - 2万平米の大型遊園地スペース、名称はコム博の「コム」と「混む」を併せて多くの人に来て楽しんで貰う思いを込めた。エイト・レジャー物産が運営し岡本製作所、サノヤス・ヒシノ明昌、阪和興業が施設参加。
  - モーションマスター - 米オムニフィルムズ社製、阪和興業よりレンタル。定員36席の体感型映像アトラクション。
  - 観覧車 - 高さ50m・4人乗りゴンドラ32基[27]、サノヤス・ヒシノ明昌製
  - バルーンタワー - 高さ46m・4人乗りゴンドラ6基[27] サノヤス・ヒシノ明昌製
  - スーパートマホーク - 定員32名、サノヤス・ヒシノ明昌製
  - モンスター - 定員32名、岡本製作所製造
  - アラビアンメリー - 定員32名、サノヤス・ヒシノ明昌製
  - ニューエンタープライズ - 定員40名、岡本製作所製
  - ツインドラゴン - 定員40名、サノヤス・ヒシノ明昌製
  - ウェイブスインガー - 定員32名、阪和興業製
  - ヴェンチュラー
  - チェーンタワー - 定員32名、眞砂工業製
  - R360 - 定員1名、セガ製
  - D3BOS - 定員2名、タイトー製
  - バッテリーカー
  - アストロライナー - 米ウィズドム社製
  - ドラゴンコースター - 定員20名、岡本製作所製
  - バンパーボート - 定員24名、岡本製作所製
  - ゴーカート
  - ミニSL - 信水貿易製
  - ファファボールプール - タスコ製
  - ミラーハウス - エイト・レジャー物産製
  - スリラー館 - エイト・レジャー物産製
  - ダウンタウン - 面積98平米、カーニバルゲーム23台を配置
  - プレイハウス - 面積600平米・140平米の2棟
  - レストプラザ「エイト」 - 軽食、ファストフードを販売。
- おまつり広場 - コンサート、大道芸、郷土芸能などのステージを展開するメインステージ。北海道文化放送の出展でパイオニア協力の40インチモニターを縦横6面ずつの36面マルチモニターを設置し「F1グランプリ」「北緯43度圏を走る」などの番組や天気情報・プロモーションビデオの上映やカラオケショーなどを展開した[28]。
- FOX・FM76.7 - 北海道初のイベントFMラジオ局。エフエム北海道が中心となり運営し、公募したディスクジョッキー16名や札幌市内の高校・大学の放送部員が出演し音楽番組、交通情報、イベント情報をFM76.7MHzの周波数で札幌市内と周辺に発信する。局名はFが「FAIR」「FESTIVAL」、Oが「OPEN HEART」、Xが「未知数」を表し北海道に馴染み深いキタキツネもイメージさせる形とした。
- レストハウス - 札幌グランドホテル、アサヒ・キリン・サッポロ・サントリービールによる出店を備えた休憩所。
- ウッディパーク - カナダ産のシーダ材を用いたログハウスと芝生敷地による休憩スペース。
- ポスタルショップコム博 - ポスター、メダル、コインなどを販売。郵便窓口やATMなどを備えた郵便局機能を備えたほか、釧路市の男性が制作・郵送したスリッパなどを用いたユニークな郵便物を紹介する「おもしろ郵便コーナー」や、つたえちゃんをデザインしたうちわ型・ステッカー等の不定形郵便や記念はがきの販売も展開[29]。
- 総合案内所・迷子センター・直営売店
- 会場案内システム - 三井グループ協賛・札幌テレガイド開発による混雑状況や施設・イベント・迷子などの会場内情報やゲーム・プレゼント企画などを展開するビデオテックス装置。
- ゲート（救護センター・コインロッカー・事務局）
- 駐車場（A駐車場940台・B駐車場1350台・C駐車場240台、アクセスサッポロ隣地に団体バス駐車場100台）

## 主なイベント
カッコ内は主な出演者。
- オープニングコンサート（6月27日 久石譲スペシャルバンド）
- UHB「楽しさ100倍全部見せます!コミュニケーションワールド'92」「夏だ!人気だ!コム博だ!」公開放送（6月27日 マサリナ、沖本姉妹、堀川早苗、新島弥生）
- STV「小つぶ・裕子のコム博探検」公開放送（6月28日 桂小つぶ、森川由加里、松崎しげる）
- モータースポーツチャリティーオークション（6月29日 中嶋悟、高橋国光、稲田大二郎） - 収益金は北海道交通安全推進委員会に寄付[30]。
- 三太楼の出前寄席（6月29日・7月1日・2日）
- 古今亭志ん朝一座・住吉踊り（7月4日）
- NHK「にこにこぷん」ステージ（7月7日）
- ワリッカスーパーライブ
  - 鈴木聖美コンサート（7月12日）
  - かとうれいこコンサート（7月26日）
- カラオケフェスタ・パイオニア大賞（7月17日-8月2日）
  - 予選：7月17日・24日・31日
  - 決勝：8月2日（ゲスト・原大輔）
- TVH「まる音KIDS」公開収録（8月3日・4日 3日五十嵐浩晃、4日楠瀬誠志郎・国安修二他）
- HBCラジオ「TEENS' MUSIC FESTIVAL'92番外編」（8月6日）
- 札幌交響楽団ポップスコンサート（8月7日 羽田健太郎）
- HBCラジオ「日本テレコムステレオライブ」（8月8日 大事MANブラザーズバンド）
- NHK「ひるの歌謡曲」（8月10日 渥美二郎、内藤やす子、山本譲二、大月みやこ、ニューブリード）
- 大道芸人ステージ（8月11日 柳家とし松、柳亭風枝、園部志郎ほか）
- 恐竜戦隊ジュウレンジャーショー（8月16日）

モータースポーツワールド
- フォーミュラートヨタデモ走行（7月5日）
- 日産・R91CPデモ走行（7月21日 鈴木利男）
- 中嶋悟トークショー・デモ走行（7月24-26日）
- マツダ・787Bデモ走行（7月29日 寺田陽次郎）
- テレビ北海道杯争奪 タミヤF-1グランプリ全日本選手権北海道大会（8月2日）
- 三菱自動車スペシャルDAY（8月4日 篠塚建次郎、増岡浩）
- フットワークレーシングチーム ダンスステージ F1・F3000フォーミュラマシン展示（8月7・8日）

## 沿革
- 1990年
  - 3月 - 北海道新聞社内で道内での博覧会開催可否の調査を開始。
  - 10月 - 基本構想発表。
  - 11月 - 出店招請開始。
- 1991年
  - 2月 -　第一回幹事会開催。
  - 5月28日 - 実行委員会発足。
  - 6月1日 - 北海道新聞社告にて開催を発表。
  - 7月1日 - 前売り券発売。
  - 10月 - 建設計画決定。
  - 11月 - ロシア科学アカデミーシベリア支部とトロゴンテリー象出展契約を調印。
- 1992年
  - 3月31日 - 地鎮祭開始。
  - 4月1日 - 工事着工。
  - 4月15日 - イベントFM局予備免許交付。
  - 6月7日 - 工事竣工。
  - 6月10日 - イベントFM局本免許交付。
  - 6月12日 - イベントFM局試験電波送信開始。
  - 6月27日 - 開会式。横路道知事、桂札幌市長、鈴木札幌商工会議所会頭、北川北海道新聞社社長、渡辺秀央郵政大臣、地元しんたく町内会長ら13名によるテープカットを実施。
  - 7月7日 -　入場者10万人達成。
  - 7月9日 - 益田喜頓が来訪。
  - 7月25日 - 豪雨と落雷による停電を受け14時30分に営業中止。中嶋悟トークショー午後の部やお祭り広場東映レーザー杯カラオケ大会・妹背牛町獅子舞ステージを中止。
  - 8月2日 - 入場者50万人達成。
  - 8月14日 - 入場者100万人達成。
  - 8月22日 - 開場時間を8時30分に繰り上げ。
  - 8月23日 - 最終日、8時30分に開場し期間中最多の78,554名が入場。18時30分閉門の後関係者によるさよならパーティーを実施。
  - 8月26日 - 出品物搬出終了。
  - 9月末 - 建物撤去終了。
  - 10月中旬 - 復元工事終了。

## アクセス
- 札幌市営地下鉄南郷13丁目駅から会場まで無料シャトルバス、さっぽろ東急百貨店から会場までの有料直通バスを運行。
- JR北海道が主要駅から札幌駅までの往復乗車券・特急券と博覧会当日券引換券をセットとした「コム博きっぷ」を発売、所定価格から15～37%割引とした。
- 北海道中央バスが旭川・滝川・岩見沢・小樽・苫小牧からの往復乗車券と博覧会当日券引換券をセットした「コム博バスパック」や、記念乗車券を発売。